# Omphax interfulgens
Omphax interfulgens är en fjärilsart som beskrevs av Claude Herbulot 1954. Omphax interfulgens ingår i släktet Omphax och familjen mätare. Inga underarter finns listade i Catalogue of Life.